# Eating Disorder Inventory
L'Eating Disorder Inventory (EDI) è un test autocompilato usato per valutare la presenza di Disturbi del Comportamento Alimentare: a) Anoressia Nervosa sia di tipo restrittivo che bulimico; b) Bulimia Nervosa; c) Disturbi del Comportamento Alimentare non altrimenti specificati, incluso il Disturbo da Alimentazione Incontrollata. Il questionario originale contava 64 domande, divise in otto sottoscale. Fu creato nel 1984 da David M. Garner et al.